# Ізмалково (Липецька область)
Ізмалково (рос. Измалково) — село в Ізмалковському районі Липецької області Російської Федерації.
Населення становить 4015  осіб. Належить до муніципального утворення Ізмалковська сільрада.

## Історія
З 1934 до 1935 року у складі Воронезької області, у 1935-1937 Курської, а 1937-1954 роках — Орловської області. Відтак входить до складу Липецької області.
Згідно із законом від 2 липня 2004 року №114-оз органом місцевого самоврядування є Ізмалковська сільрада.

## Населення
| 1866  | 1880  | 1959  | 1970  | 1979  | 1989  | 2002  |
| ----- | ----- | ----- | ----- | ----- | ----- | ----- |
| 1428  | ↗1510 | ↗2345 | ↗2924 | ↗3538 | ↗4159 | ↘4108 |
| 2010  |       |       |       |       |       |       |
| ↘4015 |       |       |       |       |       |       |